# Wilhelminakerk (Haarlem)
De Wilhelminakerk in Haarlem staat in het centrum van de stad aan de Gedempte Oude Gracht. Sinds maart 2025 heet de kerk Stadshartkerk Haarlem. Het kerkgebouw is ontworpen door Arie de Maaker en gebouwd vlak na de Eerste Wereldoorlog. De kerk werd op 31 augustus 1921 (Koninginnedag) in gebruik genomen.